# Jensen Interceptor (1950)
Jensen Interceptor är en sportbil, tillverkad av den brittiska biltillverkaren Jensen Motors mellan 1950 och 1957. 
Den första generationen Interceptor byggde på teknik från Austin, med chassi från Austin A70 och motor från Austin Princess. Jensen byggde karossen i öppet eller täckt utförande. Coupén var en äkta hard top, utan b-stolpe. Produktionen var dock mycket begränsad och Jensen levde främst på att bygga bilar åt andra tillverkare.